# Nicolaas Cornelis de Fremery

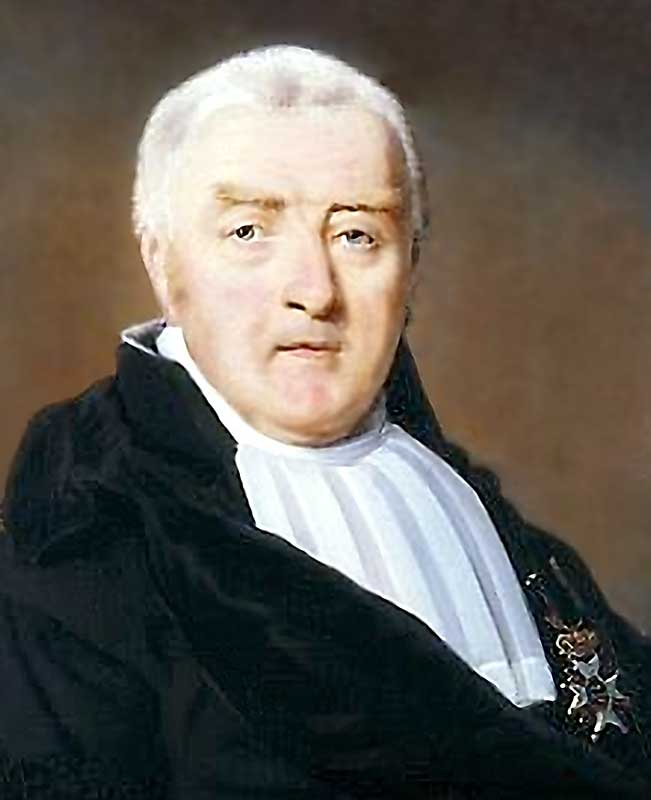
Nicolaas Cornelis de Fremery

Nicolaas Cornelis de Fremery (* 10. Januar 1770 in Overschie; † 15. November 1844 in Utrecht) war ein niederländischer Mediziner, Pharmakologe, Zoologe und Chemiker.

## Leben
Nicolaas Cornelis de Fremery war Sohn von Petrus Isaac de Fremery und dessen Frau Anna Catharina van Thiel. Er wuchs in ’s-Hertogenbosch auf. Durch seinen Vater, der ihn mit der Geometrie vertraut machte, hatte er eine angeregte Bildung erhalten, welche sich nachhaltig auf seine spätere Entwicklung auswirkte. Fremery studierte ab dem 12. September 1785 an der Universität Leiden Medizin und Naturphilosophie. Hier besuchte er die Vorlesungen von Dionysius van de Wijnpersse, Eduard Sandifort (1742–1814), Nicolaas George Oosterdijk (1740–1817), Nicolaas Paradijs (1740–1812), Floris Jacobus Voltelen (1755–1795) und später jene von Sebald Justinus Brugmans. Am 20. März 1790 promovierte er unter Christian Hendrik Damen (1754–1793) mit der Abhandlung de Fulmine zum Doktor der Philosophie und drei Jahre später am 21. September 1793 erwarb er unter Paradijs mit der medizinischen Abhandlung über die Verformung des Beckens, de mutationibus figurae pelvis, praesertim iis, quae ex ossium emollitione oriuntur den medizinischen Doktorgrad.
Danach war er in Haarlem als praktischer Mediziner tätig. Hier beschäftigte er sich weiter mit Studien zur Chemie, Mineralogie und Zoologie und arbeitete im Labor der Teylers-Stiftung mit Martinus van Marum zusammen. Nachdem Stephan Jan van Geuns (1767–1795) gestorben war, beriefen ihn die Kuratoren der Universität Utrecht am 24. September 1795 zum Professor der Medizin, Chemie, Pharmazie und Naturgeschichte, welches Amt er am 18. Dezember 1795 mit der Abhandlung De arctissimo quo chemia cum physicis scientiis conjugitur, vinculo übernahm. Da der Lehrbetrieb an der Utrechter Hochschule 1815 eingestellt wurde, erlebte er in seiner Professur vom 16. Oktober bis zum 6. November eine kurze Vakanzzeit. Fremery wurde Mitglied der Akademie der Wissenschaften in Haarlem, 1817 Mitglied der Königlich-Niederländischen Akademie der Wissenschaften (KNAW) und vieler weiteren in- und ausländischen Gelehrtengesellschaften.
Er beteiligte sich auch an den organisatorischen Aufgaben der Utrechter Hochschule und war in den Jahren 1800/01 sowie 1821/22 Rektor der Alma Mater. Die Rektorate legte er mit den Reden de Studio historiae naturalis, egregio ad formandum bonum civem adminiculo (1801) und de Chemia et arte pharmaceutica ad majorem perfectionem in Belgio evehendis (1822) nieder. Zudem wurde er von Louis Bonaparte zum königlichen Hofmediziner ernannt und wurde von Wilhelm I. zum Ritter des Ordens vom niederländischen Löwen ernannt. Fremery hatte sich während seiner Zeit als Professor vor allem der praktischen Ausbildung gewidmet und wurde als beratendes Mitglied in vielen staatlichen Kommissionen eingesetzt. Dennoch fand er auch Zeit, seine Forschungen zu absolvieren. Viele jener Ergebnisse hat er in verschiedenen Fachjournalen seiner Zeit veröffentlicht, die meist chemische und zoologische Themen behandeln. Zudem sind seine eigenständigen Werke „Iets over den involoed van de nieuwere scheikundige theorie ook op de beoefening der geneeskunde, en eene daarop gegronde geneeswyze van den diabetes mellitus“, „Waarneming van eene zeer aanmerkelyke ontaarding van het regter ovarium“ (1823), „De Bataafsche apotheek“ (1823) und „Bijdrage tot de kennis der fossile zoogdieren in Noord-Nederland gevonden“ (1840) hervorzuheben. Nach lang währender Zeit als Utrechter Professor wurde er 1840 emeritiert.
Am 8. Dezember 1795 hatte Fremery in Haarlem Henriette Hester Willemse († 29. Juni 1825), die Tochter des praktizierenden Arztes in Haarlem Johandes Willemse und dessen Frau Catharina van der Laan, geheiratet. Aus der Ehe stammt der Sohn Petrus Johannes Izaak de Fremery (1797–1855), welcher ebenfalls einen Lehrstuhl der Chemie in Utrecht bekleidete.